# Aiora
Aiora, monotipski rod kromista u redu Peridiniales. Jedini predstavnik je fosilna vrsta A. perforare